# Hemimycena conidiogena
Hemimycena conidiogena är en svampart som beskrevs av Vila, P.-A. Moreau & Pérez-De-Greg. 2005. Hemimycena conidiogena ingår i släktet Hemimycena och familjen Mycenaceae.   Inga underarter finns listade i Catalogue of Life.